# Emblemasoma erro
Emblemasoma erro är en tvåvingeart som beskrevs av Aldrich 1916. Emblemasoma erro ingår i släktet Emblemasoma och familjen köttflugor. Inga underarter finns listade i Catalogue of Life.